# Brycon orbignyanus
Brycon orbignyanus és una espècie de peix de la família dels caràcids i de l'ordre dels caraciformes.

## Morfologia
- Els mascles poden assolir 79,5 cm de llargària total i 6.000 g de pes.[5]

## Hàbitat
Viu en zones de clima tropical.

## Distribució geogràfica
Es troba a Sud-amèrica: conca del riu de La Plata.